# Kfz-Kennzeichen (Indien)

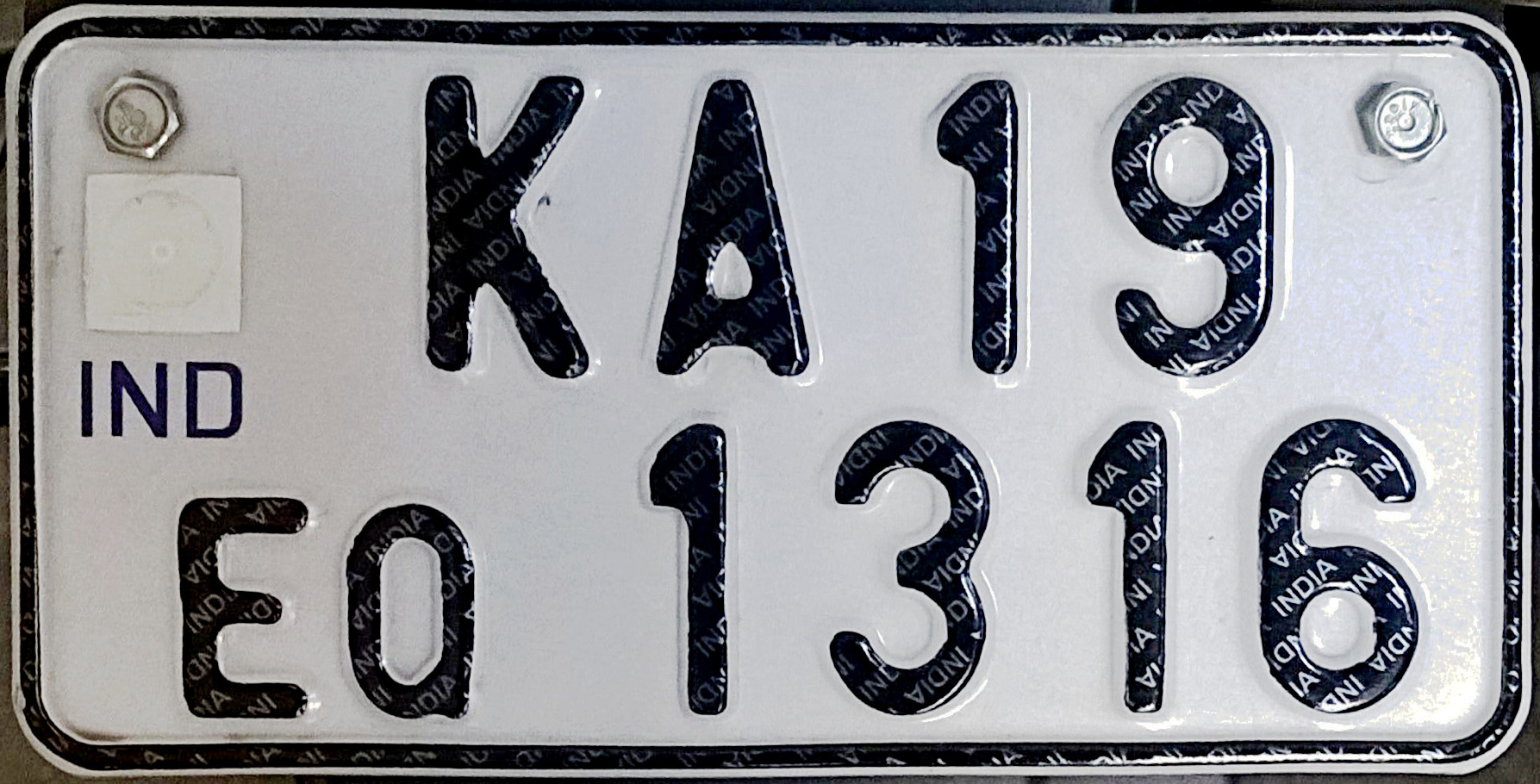
Aktuelles Kennzeichen aus Karnataka

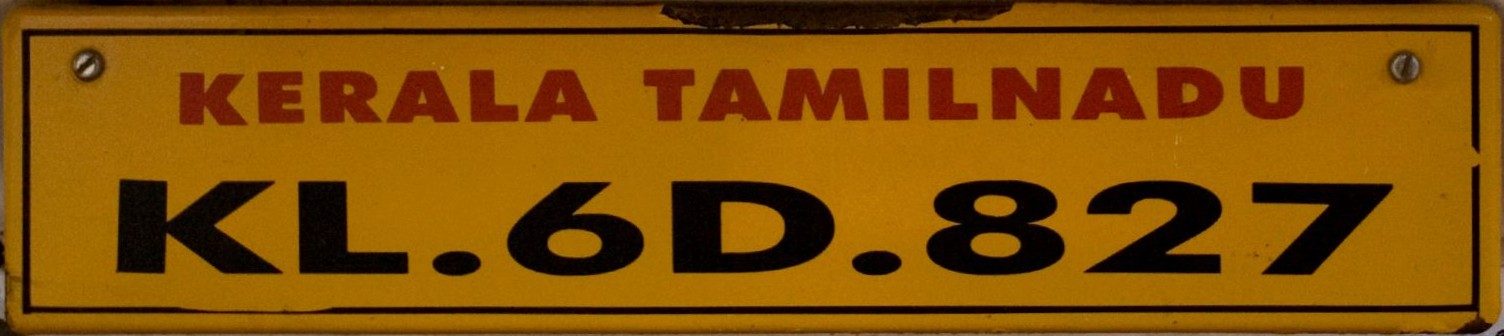
Kfz-Kennzeichen aus Kerala

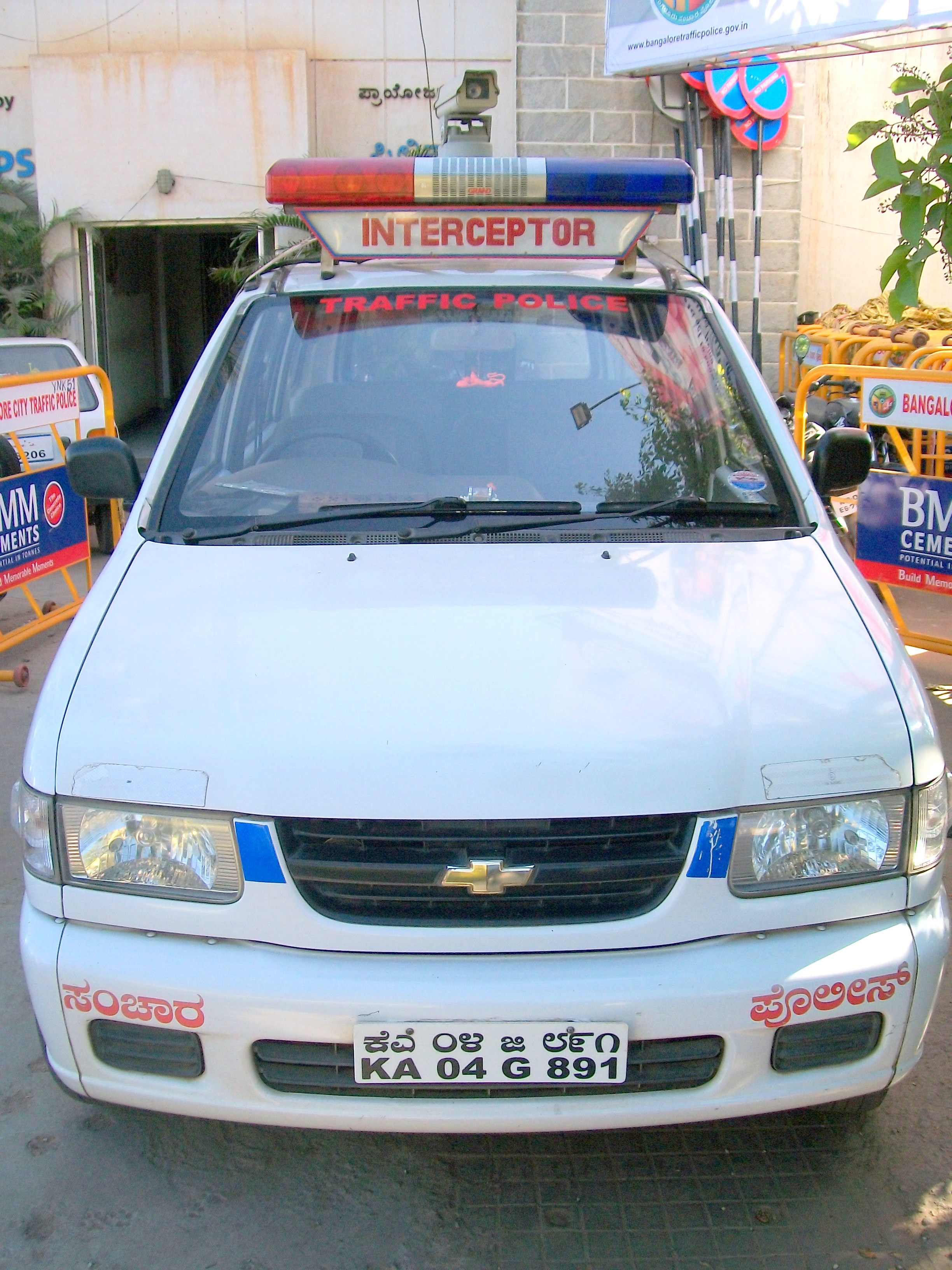
Zweisprachiges Kennzeichen aus Karnataka

Seit 1989 weisen die Kfz-Kennzeichen in Indien einen konsistenten Aufbau auf:
- zwei Buchstaben, die für den Bundesstaat stehen,
- zwei Ziffern (eine führende Null kann auch entfallen), die ein sog. RTO Office spezifizieren, welches in einigen Bundesstaaten jeweils einen Distrikt abdeckt, in anderen Bundesstaaten aber auch recht willkürliche Zuständigkeitsbereiche aufweisen kann,
- ein bis zwei Buchstaben (wird nicht in allen Bundesstaaten verwendet) und
- eine bis vier Ziffern, die den Serienteil bilden.

Beispiele: KL 7 AJ 5114, DL 1Y 3572, GA 01 T 1416, TN-59 H 95
Im Gegensatz zu vielen anderen Staaten tragen Motorräder hinten und vorne ein Kennzeichen.  Viele Fahrzeuge besitzen zudem weitere Kennzeichen an den Seiten.
Die Farben der Schilder haben folgende Bedeutungen:
- schwarze Schrift auf gelbem Grund – kommerziell genutzte Fahrzeuge und Fahrzeuge des öffentlichen Personenverkehrs (einschließlich Taxis)
- schwarze Schrift auf weißem Grund – private und bundesstaatliche Fahrzeuge
- weiße Schrift auf schwarzem Grund – überwiegend private Fahrzeuge
- weiße Schrift auf einem rot/blauen Hintergrund – Polizei (nicht generell)

Diese Einteilung wird meist eingehalten, aber es gibt Ausnahmen.
Regierungsfahrzeuge besitzen im oberen Teil des Kennzeichens einen roten Hintergrund, auf dem mit weiß die Funktion des Halters steht, zum Beispiel „Govt of Gujarat“ oder „High Court“.
Bis 1989 bestanden die Kennzeichen einer Kombination von
- zwei oder drei Buchstaben, wovon die ersten beiden den Bundesstaat anzeigten und der dritte entweder den Distrikt oder den Fahrzeugtyp kodierte, aber auch bereits zum Serienteil gehören konnte und
- bis zu vier Ziffern, die immer zum Serienteil gehörten.

## Liste

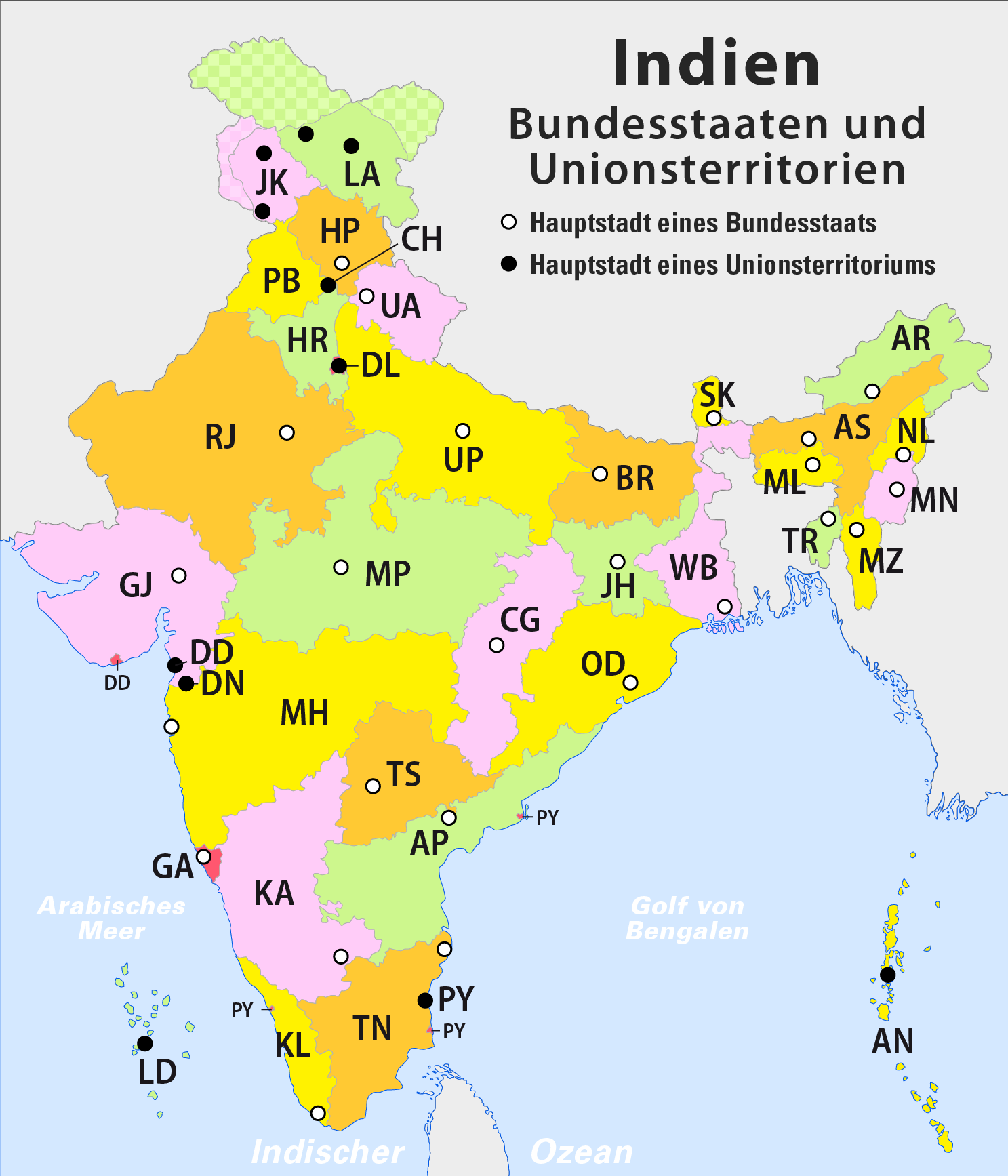
Indien (mit Bundesstaaten-Kürzeln)

| Liste der Staatskürzel                   |                    |
| ---------------------------------------- | ------------------ |
| Andamanen und Nikobaren                  | AN                 |
| Andhra Pradesh                           | AP                 |
| Arunachal Pradesh                        | AR                 |
| Assam                                    | AS                 |
| Bihar                                    | BR                 |
| Chhattisgarh                             | CG                 |
| Chandigarh                               | CH                 |
| Dadra und Nagar Haveli und Daman und Diu | DD, früher auch DN |
| Delhi                                    | DL                 |
| Goa                                      | GA                 |
| Gujarat                                  | GJ                 |
| Haryana                                  | HR                 |
| Himachal Pradesh                         | HP                 |
| Jammu und Kashmir                        | JK                 |
| Jharkhand                                | JH                 |
| Karnataka                                | KA                 |
| Kerala                                   | KL                 |
| Ladakh                                   | LA                 |
| Lakshadweep                              | LD                 |
| Madhya Pradesh                           | MP                 |
| Maharashtra                              | MH                 |
| Manipur                                  | MN                 |
| Meghalaya                                | ML                 |
| Mizoram                                  | MZ                 |
| Nagaland                                 | NL                 |
| Odisha                                   | OD, früher OR      |
| Puducherry                               | PY                 |
| Punjab                                   | PB                 |
| Rajasthan                                | RJ                 |
| Sikkim                                   | SK                 |
| Tamil Nadu                               | TN                 |
| Telangana                                | TS                 |
| Tripura                                  | TR                 |
| Uttarakhand                              | UK, früher UA      |
| Uttar Pradesh                            | UP                 |
| Westbengalen                             | WB                 |